# Locarno
Locarno (antiguamente en alemán Luggarus) es una ciudad y comuna suiza del cantón del Tesino, localizada en el distrito de Locarno, círculo de Locarno. Es la tercera ciudad de mayor importancia del cantón. Es una zona muy turística ubicada a orillas del lago Mayor, en la Suiza italoparlante.

## Historia
Locarno es mencionada por primera vez en un contrato privado en el 807. Se supone que desde la época romana, la ciudad poseía un mercado en la zona del puerto, lo que había favorecido la constitución de una corte real, atestada en el 866 y dirigida por un gastaldo que poseía algunos bienes en varias localidades de la región. Después de la época lombarda (después del 569), la localidad hizo parte del condado de Stazzona, y del marquesado de Lombardía creado por Guy de Spoleto. La existencia de una comunidad en Locarno y Ascona fue atestada desde la alta Edad Media: la comunidad era constituida por vicinanze (vecindarios) que manejaban los bienes comunes (alpages, pastizales, bosques, iglesias) y que tenían sus propios oficiales, fiscales y policías. Durante el siglo X el poder se fue concentrando cada vez más en las manos del arzobispo de Milán, en detrimento de las prerrogativas imperiales; para esta expansión, el emperador Enrique II del Sacro Imperio Romano Germánico anexa Locarno y su región a la diócesis de Como.
En 1164, Federico I Barbarroja otorga un nuevo privilegio de mercado, y en 1186 la inmediatez imperial. Esta última favorecerá la autonomía local y la consolidación de organismos comunales, contribuyendo al desarrollo de una estructura dualista en el burgo, con la erosión progresiva de los derechos de la nobleza, en favor de la corporación de burgueses. En 1342, Luchino y Juan Visconti conquistaron la región que volvió a la zona de influencia de Milán. En 1439, Locarno es convertido en feudo del conde Franchino Rusca.

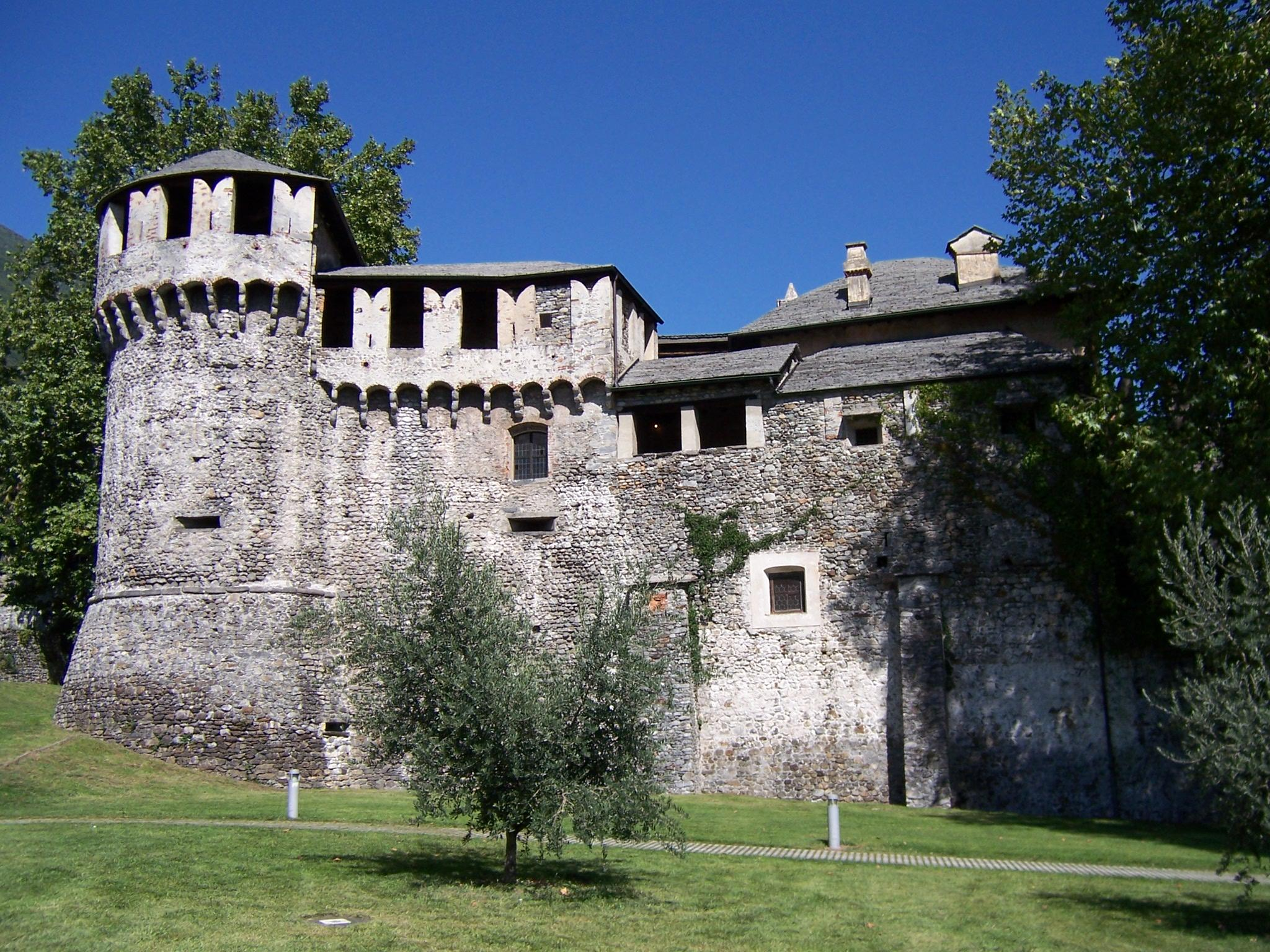
Castillo Visconteo.

La dominación de los Rusca terminó en 1503, cuando los suizos ocuparon el locarnese y trataron de conquistar el castillo Visconteo, aunque sin éxito. Tras la batalla de Novara (1513), el rey de Francia Luis XII cedió el castillo a los suizos, que con la Paz de Friburgo (1516) obtuvieron todo el locarnese. Los cantones soberanos ejercían su autoridad por intermedio de un bailío, que ejercía la jurisdicción civil y criminal; no fue sino en el proceso de alta justicia que fue asistido desde 1578 por siete jueces elegidos por la comunidad. 
Durante la República Helvética, Locarno y su distrito formaron parte del cantón de Lugano. Aunque la comuna política, nacida en 1803, fuera un organismo autónomo, netamente diferente de las comunas burguesas salidas de las instituciones del antiguo régimen, estas siguieron funcionando en Locarno hasta 1850. Con la constitución cantonal de 1814, Locarno, junto con Bellinzona y Lugano, fue una de las tres capitales del cantón, según un principio de rotación de seis años (1821-1827, 1839-1845, 1857-1863 y 1875-1881).

## Geografía
La ciudad se encuentra situada al sur de los Alpes suizos, a orillas del lago Mayor, la ciudad se beneficia de un clima bastante favorable y de una vegetación exuberante. La ciudad se encuentra separada en dos zonas, la primera, en la que se encuentra el núcleo urbano principal, limita al norte con la comuna de Avegno-Gordevio, al este con Orselina y Muralto, al sur (del otro lado del lago) con Gambarogno, y al oeste con Ascona, Losone y Tegna. La segunda zona, localizada en el extremo oriental del lago Mayor, limita al norte con las comunas de Tenero-Contra, Gordola, el exclave de Lavertezzo, al noreste con Cugnasco-Gerra, al este con Cadenazzo, al sur y suroeste con Gambarogno, y al oeste con Minusio.

### Clima
| Parámetros climáticos promedio de Locarno/Monti (normales 1991–2020) | Parámetros climáticos promedio de Locarno/Monti (normales 1991–2020) | Parámetros climáticos promedio de Locarno/Monti (normales 1991–2020) | Parámetros climáticos promedio de Locarno/Monti (normales 1991–2020) | Parámetros climáticos promedio de Locarno/Monti (normales 1991–2020) | Parámetros climáticos promedio de Locarno/Monti (normales 1991–2020) | Parámetros climáticos promedio de Locarno/Monti (normales 1991–2020) | Parámetros climáticos promedio de Locarno/Monti (normales 1991–2020) | Parámetros climáticos promedio de Locarno/Monti (normales 1991–2020) | Parámetros climáticos promedio de Locarno/Monti (normales 1991–2020) | Parámetros climáticos promedio de Locarno/Monti (normales 1991–2020) | Parámetros climáticos promedio de Locarno/Monti (normales 1991–2020) | Parámetros climáticos promedio de Locarno/Monti (normales 1991–2020) | Parámetros climáticos promedio de Locarno/Monti (normales 1991–2020) |
| Mes                                                                  | Ene.                                                                 | Feb.                                                                 | Mar.                                                                 | Abr.                                                                 | May.                                                                 | Jun.                                                                 | Jul.                                                                 | Ago.                                                                 | Sep.                                                                 | Oct.                                                                 | Nov.                                                                 | Dic.                                                                 | Anual                                                                |
| -------------------------------------------------------------------- | -------------------------------------------------------------------- | -------------------------------------------------------------------- | -------------------------------------------------------------------- | -------------------------------------------------------------------- | -------------------------------------------------------------------- | -------------------------------------------------------------------- | -------------------------------------------------------------------- | -------------------------------------------------------------------- | -------------------------------------------------------------------- | -------------------------------------------------------------------- | -------------------------------------------------------------------- | -------------------------------------------------------------------- | -------------------------------------------------------------------- |
| Temp. máx. media (°C)                                                | 7.3                                                                  | 9.4                                                                  | 14.0                                                                 | 17.5                                                                 | 21.1                                                                 | 25.1                                                                 | 27.5                                                                 | 26.9                                                                 | 22.1                                                                 | 16.7                                                                 | 11.2                                                                 | 7.6                                                                  | 17.2                                                                 |
| Temp. media (°C)                                                     | 3.9                                                                  | 5.2                                                                  | 9.3                                                                  | 12.6                                                                 | 16.4                                                                 | 20.4                                                                 | 22.3                                                                 | 21.8                                                                 | 17.6                                                                 | 12.9                                                                 | 7.9                                                                  | 4.4                                                                  | 13.3                                                                 |
| Temp. mín. media (°C)                                                | 1.2                                                                  | 2.0                                                                  | 5.4                                                                  | 8.5                                                                  | 12.2                                                                 | 15.9                                                                 | 17.8                                                                 | 17.4                                                                 | 14.0                                                                 | 9.9                                                                  | 5.4                                                                  | 2.0                                                                  | 9.3                                                                  |
| Precipitación total (mm)                                             | 70                                                                   | 64                                                                   | 95                                                                   | 166                                                                  | 190                                                                  | 187                                                                  | 163                                                                  | 212                                                                  | 203                                                                  | 210                                                                  | 208                                                                  | 89                                                                   | 1855                                                                 |
| Nevadas (cm)                                                         | 10                                                                   | 8                                                                    | 2                                                                    | 0                                                                    | 0                                                                    | 0                                                                    | 0                                                                    | 0                                                                    | 0                                                                    | 0                                                                    | 2                                                                    | 12                                                                   | 34                                                                   |
| Días de precipitaciones (≥ 1.0 mm)                                   | 5.3                                                                  | 4.6                                                                  | 6.4                                                                  | 9.5                                                                  | 11.4                                                                 | 10.4                                                                 | 9.0                                                                  | 10.0                                                                 | 9.0                                                                  | 9.3                                                                  | 9.7                                                                  | 6.3                                                                  | 100.9                                                                |
| Días de nevadas (≥ 1.0 cm)                                           | 1.9                                                                  | 1.5                                                                  | 0.5                                                                  | 0.0                                                                  | 0.0                                                                  | 0.0                                                                  | 0.0                                                                  | 0.0                                                                  | 0.0                                                                  | 0.0                                                                  | 0.4                                                                  | 1.9                                                                  | 6.2                                                                  |
| Horas de sol                                                         | 134                                                                  | 153                                                                  | 202                                                                  | 194                                                                  | 210                                                                  | 238                                                                  | 268                                                                  | 249                                                                  | 198                                                                  | 152                                                                  | 112                                                                  | 119                                                                  | 2228                                                                 |
| Humedad relativa (%)                                                 | 65                                                                   | 60                                                                   | 55                                                                   | 59                                                                   | 64                                                                   | 64                                                                   | 62                                                                   | 66                                                                   | 70                                                                   | 75                                                                   | 72                                                                   | 67                                                                   | 65                                                                   |
| Fuente: MeteoSwiss                                                   |                                                                      |                                                                      |                                                                      |                                                                      |                                                                      |                                                                      |                                                                      |                                                                      |                                                                      |                                                                      |                                                                      |                                                                      |                                                                      |